# Mountain Uniform
Mountain Uniform – specjalistyczne umundurowanie przeznaczone dla amerykańskich jednostek górskich z okresu II wojny światowej.

## Konstrukcja
Umundurowanie górskie Mountain Uniform składało się z dwóch elementów: kurtki oraz spodni.

### Kurtka (Jacket, Mountain)
Kurtka wywodziła się od tej samej konstrukcji co kurtka M-1943. Mountain Jacket dostosowano do warunków panujących w górach. Wykonana była z popeliny w kolorze oliwkowym (OD 3). Kurtka posiadała zintegrowany kaptur, który można było zrolować i schować w kołnierzu. Kurtka zapinana była na całej długości zamkiem błyskawicznym i posiadała cztery kieszenie umieszczone z przodu. Dwie górne zamykano na zamki błyskawiczne, natomiast dwie dolne na zatrzaski. Mankiety regulowane były za pomocą patek.
Unikalną cechą kurtki górskiej była duża kieszeń na plecach z bocznym zapięciem (z lewej strony). Służyła do przechowywania racji żywnościowych oraz innych rzeczy niepotrzebnych w walce. System wewnętrznych pasków pomagał rozkładać równomiernie ciężar przenoszonego ekwipunku. 
Ocieplenie kurtki miał stanowić wełniany sweter lub specjalna koszula. Kurtka zapewniała ochronę przed deszczem i wiatrem.

### Spodnie (Trousers, Mountain)
Spodnie górskie wykonano z takiego samego materiału jak kurtkę. Spodnie posiadały dwie boczne kieszenie cargo oraz gumki na dole nogawek. Zadaniem gumek było utrzymywanie końcówek nogawek w butach. Do spodni przewidziano szelki.